# Tesco Lotus
Lotus’s — сеть гипермаркетов в Таиланде, Китае и Малайзия (кит. 卜蜂莲花). Основана в 1998 году тайской компанией Charoen Pokphand Group и Tesco, гигантской сетью гипермаркетов из Великобритании. В магазинах Tesco Lotus продаются продукты питания, мебель, бытовая техника, товары для школы, одежда, обувь и всевозможные бытовые товары. Некоторые магазины также имеют сети мини-ресторанов.
В 2006 году обладала сетью из 24 гипермаркетов в Бангкоке, 31 гипермаркета в различных регионах Таиланда, 14 магазинов Lotus, 15 магазинов уценённых товаров и 189 мини- и экспресс магазинов (в большом количестве на автозаправках).

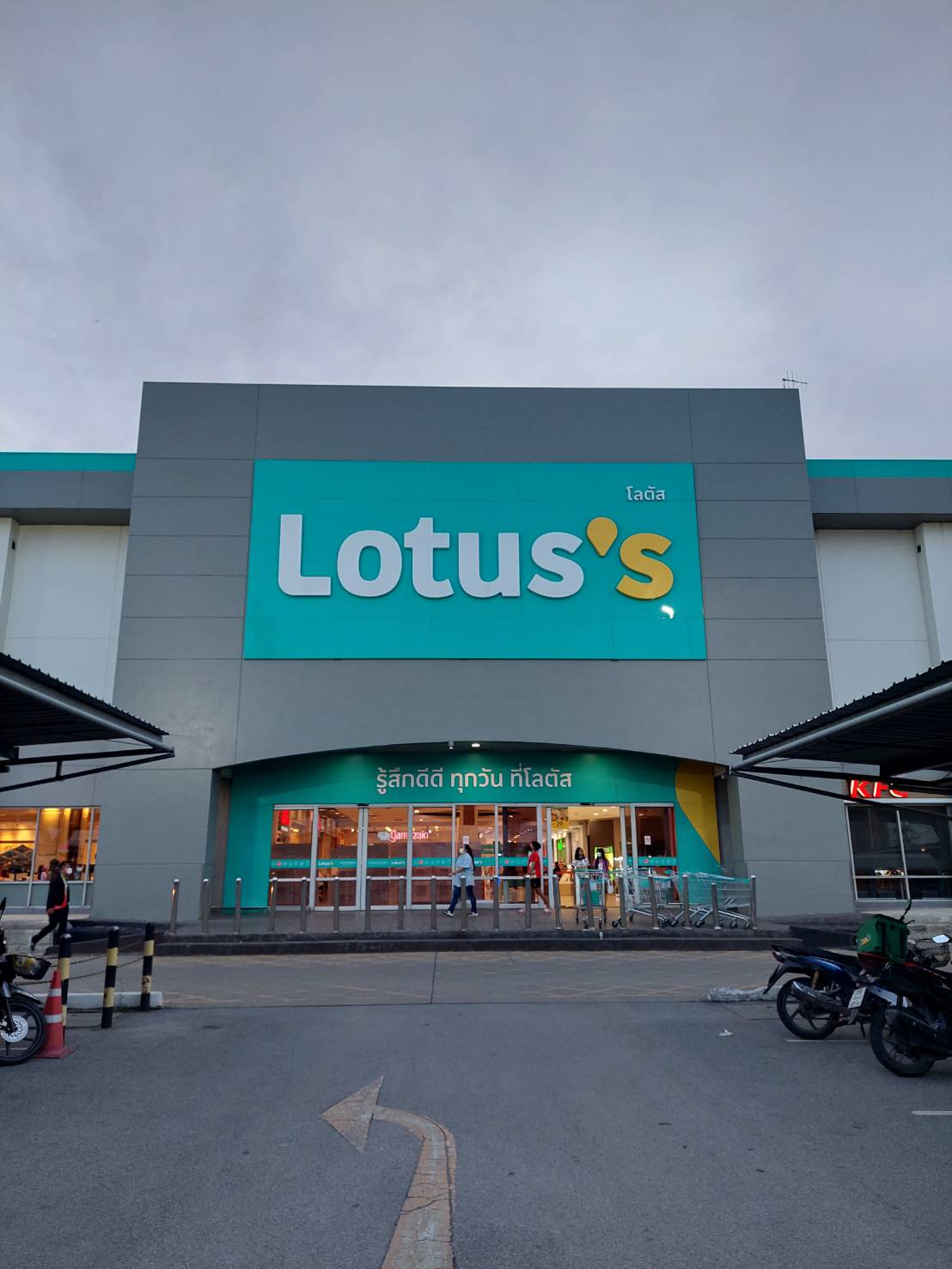
Гипермаркет Lotus’s в Rangsit